# Władimir Gelfand
Władimir Natanowicz Gelfand (ros. Владимир Натанович Гельфанд; ur. 1 marca 1923 w Nowoarchangielsku w obwodzie kirowohradzkim, zm. 25 listopada 1983 w Dniepropetrowsku) – pisarz i pamiętnikarz, radziecki żołnierz, uczestnik II wojny światowej. Jest znany przede wszystkim jako autor dzienników z lat 1941–1946.

## Życiorys
Od maja 1942 do listopada 1946 roku służył w Armii Czerwonej. Od 1943 roku był członkiem Partii Komunistycznej. W 1952 roku skończył studia na Uniwersytecie Gorkiego w Mołotowie (Perm). Od 1952 do 1983 roku pracował jako nauczyciel nauk społecznych i historii w szkole zawodowej.

## Publikacje
- Tagebuch 1941–1946. bbb battert-Verlag 2002, ISBN 3-87989-360-8
- Deutschland-Tagebuch 1945–1946. Aufbau-Verlag 2005, ISBN 3-351-02596-3
- Tysk dagbok 1945—46. Ersatz 2006, ISBN 91-88858-21-9
- Deutschland-Tagebuch 1945–1946. Aufbau-Taschenbuch-Verlag 2008, ISBN 3-7466-8155-3
- Tysk dagbok 1945-46 E-book. Ersatz 2012, ISBN 978-91-86437-83-1
- Владимир Гельфанд. Дневник 1941–1946, РОССПЭН 2015, ISBN 978-5-8243-1983-5
- Владимир Гельфанд. Дневник 1941–1946, РОССПЭН 2016, ISBN 978-5-8243-2023-7